# STARGAZER (JO1のシングル)
『STARGAZER』（スターゲイザー）は、日本の男性アイドルグループJO1の2枚目のシングル。2020年8月26日にLAPONEエンタテインメントより発売された。

## 概要
未来への夢と期待を抱えながらも、悩みと恐れが混在する不安定な時期を過ごす10代の人たちに同世代のJO1が「僕らがそばにいるよ、一緒に進もう」とメッセージを送る本作品。「悩みと迷いを通して成長し、輝く『自分」に出会う」がコンセプトとなっている。

## 収録曲

### 初回限定盤A
CD +DVD（特典映像：メイキング+JO1 School)
1. OH-EH-OH (3:04)
作詞：Ellie Love、Hui
作曲：Minit、Hui、AIRAIR
編曲：Minit、Hui
PENTAGONのフイが作詞、作曲、編曲に参加した。
2. So What (3:07)
作詞：YOUNG JAY、TEITO、VEN
作曲：YOUNG JAY、TEITO、VEN
編曲：YOUNG JAY
3. KungChiKiTa(JO1 ver.) (3:31) 
作詞：YOUNG JAY、BUGGY、VEN
作曲：YOUNG JAY、BUGGY、VEN
編曲：YOUNG JAY
「PRODUCE 101 JAPAN」コンセプト評価課題曲のJO1バージョン。
4. My Friends (3:19)
作詞：YONASHIRO SHO、KZ、Nthonius
作曲：KZ、Nthonius
編曲：Nthonius

### 初回限定盤B
CD ＋ブックレット
1. OH-EH-OH (3:04)
2. Voice (君の声) (3:35)
作詞：Yoske、Alive Knob
作曲：Minyoung Lee、Yoske
編曲：Minyoung Lee
3. GO (3:19)
作詞：Score、Megatone、Onestar
作曲：Score、Megatone、Onestar
編曲：Score
4. My Friends (3:19)

### 通常盤
CD
1. OH-EH-OH (3:04)
2. So What  (3:07)
3. Voice (君の声) (3:35)
4. My Friends (3:19)

## チャート成績
初週で283,363枚を売り上げ、2020年9月7日付のオリコン週間シングルランキングで初登場1位を獲得した。